# Rodrigue Nordin
Pour les articles homonymes, voir Nordin.
Rodrigue Nordin, né le 22 mars 1971 à Saint-Denis, est un athlète français spécialiste du 200 et du 400 mètres.

## Biographie
Il remporte le titre du 400 mètres lors des Championnats de France juniors de 1990. En début d'année 1997, Rodrigue Nordin remporte la médaille de bronze du relais 4 × 400 mètres lors des Championnats du monde en salle se déroulant au Palais omnisports de Paris-Bercy. L'équipe de France, composée par ailleurs de Pierre Marie Hilaire, Loïc Lerouge et Fred Mango s'incline face aux États-Unis et à la Jamaïque. Sélectionné pour les Championnats d'Europe de Budapest, Nordin se classe cinquième de la finale du 200 mètres avec le temps de 20 s 83.
Il réalise ses meilleurs temps sur 400 m en 1997 (45 s 97) et sur 200 m en 1998 (20 s 49).

## Palmarès
| Année | Compétition                    | Lieu     | Place | Épreuve   |
| ----- | ------------------------------ | -------- | ----- | --------- |
| 1997  | Championnats du monde en salle | Paris    | 3e    | 4 × 400 m |
| 1998  | Championnats d'Europe          | Budapest | 5e    | 200 m     |